# Wafa Sultan
Wafa Sultan (árabe: وفاء سلطان) (nascida em 1958 em Baniyas, Síria) é uma psiquiatra (rotulada por alguns círculos como neoconservadora) estadunidense nascida na Síria, conhecida pela sua visão contundentemente crítica com respeito à sociedade muçulmana e ao islamismo.

## Vida e carreira
Sultan nasceu numa família tradicional muçulmana alauita, em Baniyas, na Síria.
Embora Sultan quisesse ser escritora , e tivesse preferido estudar a literatura árabe, estudou na faculdade médica na universidade de Aleppo devido à pressão familiar. Ela diz que foi empurrada para o  secularismo devido às  atrocidades de 1979 cometidas por extremistas islâmicos da Irmandade Muçulmana contra sírios inocentes. Enquanto estudava medicina, testemunhou o assassinato de seu professor, Yusef al Yusef, oftalmologista da universidade, também um alauita, que era conhecido fora da Síria. "Eles dispararam centenas de balas contra ele, gritando, 'Allahu Akbar!' (Alá é o maior) " disse ela. "Nesse ponto, perdi minha confiança no deus deles e comecei a questionar todos os nossos ensinamentos.Foi o ponto de viragem da minha vida, e ele me levou a este ponto.Tive de sair.Tive de procurar outro Deus." Ela trabalhou por quatro anos como psiquiatra em um hospital.
Ela, seu marido, (um professor) e filhos emigraram para os Estados Unidos em 1989, onde se mudou para Los Angeles, Califórnia, e se tornou cidadã naturalizada. Inicialmente, teve que trabalhar como caixa em um posto de gasolina e atrás do balcão em uma pizzaria, mas ela achou o tratamento nesses empregos melhor do que como uma profissional médica na Síria. Desde a sua chegada, ela começou a contribuir com artigos para publicações árabes nos Estados Unidos e publicou três livros em árabe.
Sultan tornou-se notada após os ataques de 11 de setembro de 2001 por sua participação em debates políticos acerca do  Médio Oriente, com a publicação de ensaios árabes que foram divulgados amplamente e por aparições na televisão na Al Jazeera e CNN em 2005.
Em 21 de fevereiro de 2006, ela participou do programa semanal de quarenta e cinco minutos da Al Jazeera, "The Opposite Direction". Ela falou a partir de  Los Angeles, discutindo com o anfitrião Faisal al-Qassem e com Ibrahim Al-Khouli, professor da Universidade Al-Azhar no Cairo (Egito), sobre a teoria de Samuel P. Huntington, do "choque de civilizações". Um vídeo composto de seis minutos de seus comentários foi legendado e amplamente divulgado pela MEMRI em blogs e por e-mail; o New York Times estimou que foi visto pelo menos um milhão de vezes. Neste vídeo, ela criticou a situação das mulheres nos países muçulmanos, os muçulmanos por tratar os não-muçulmanos de forma diferente e por não reconhecerem as realizações dos judeus e outros membros da sociedade não-muçulmana, apesar de  beneficiarem do uso de sua riqueza e tecnologia. O vídeo tornou-se o vídeo mais discutido do YouTube. A transcrição completa do debate, que foi tornada pública mais tarde, também levantou muitas discussões on-line. A Al Jazeera, conta-nos Wafa Sultan, no seu livro (Um Deus que Odeia), pediu depois desculpa ao mundo árabe por ter permitido que ela "insultasse o Islão" .
Depois de sua participação na fundação da Former Muslims United  em 13 de outubro de 2009, Sultan lançou seu primeiro livro em inglês, "Um Deus que Odeia" (A God Who hates).  Em seu livro Sultan relata sua história de vida e relacionamento pessoal com o Islã. Ela tenta abordar a história do Islã a partir de uma perspectiva psicológica, e examinar a ideologia política da forma moderna da religião. Numa das frases mais fortes do livro  (primeiro capítulo), afirma que os muçulmanos odeiam as suas mulheres, porque o seu deus (Alá) também. Uma das dedicatórias do livro é em memória da sua sobrinha Mayyada,  que se suicidou aos 26 anos de idade para "escapar dum casamento infernal imposto sob a Xaria"
Em outubro de 2010 Sultan foi chamada como perita para dar testemunho no julgamento de Geert Wilders. Wilders é um político holandês que foi acusado de discurso de ódio por suas declarações anti-islâmicas e posteriormente absolvido. No julgamento Sultan confirmou que ela tinha conhecido Wilders várias vezes em 2009, tinha visto o seu filme Fitna, e, em geral, concordava com suas opiniões sobre o Islã.
Em 10 de janeiro de 2011, Sultan apareceu no programa televisivo russo CrossTalk com o anfitrião Peter Lavelle, onde afirmou: "Não sou contra os muçulmanos, sou contra o Islã".
Ao contrário de outros dissidentes do Islão, como Ayaan Hirsi AIi, Wafa Sultan considera não haver reforma possível para o islão, que considera uma "máquina de lavagem ao cérebro".
Acerca do conflito israelense-palestino, adfirma que é  um conflito religiosoː " Eu apoio a causa palestina. Eu apoio as crianças palestinas. Eu perco o sono pelo sofrimento das mulheres palestinas. Eu não consigo nem pisar  uma formiga, então como eu poderia ser contra eles? Isso é inconcebível. Este é um conflito político, e eles devem perguntar a seus líderes sobre o que eles fizeram para resolver o problema. Mas o problema está enraizado na religião."